# Hoa hải đường (bài hát)
"Hoa hải đường" (tiếng Trung: 海棠花) là một đĩa đơn do ca sĩ kiêm sáng tác nhạc, rapper người Việt Nam - Jack sáng tác và trình bày. Bài hát được phát hành lần đầu trên kênh Youtube J97 theo hình thức công chiếu, cùng với đó là bản audio được phát hành trên Zing MP3, Spotify và Apple Music. Hoa hải đường đánh dấu màn trở lại của Jack sau khoảng thời gian dài kể từ MV Là 1 thằng con trai (tạm ngưng các hoạt động do ảnh hưởng bởi dịch Covid-19) và đã đạt được nhiều thành công lớn khi vươn đến top thịnh hành của 7 quốc gia trên toàn cầu, đồng thời dẫn đầu doanh số bán nhạc trên iTunes Việt Nam ngay khi phát hành. Đây được đánh giá là bản hit thể hiện sự độc lập cũng như nâng tầm âm nhạc của Jack, đồng thời giúp anh đạt được nhiều giải thưởng và đề cử trong năm 2020. Video âm nhạc của Hoa hải đường được quay tại thắng cảnh Tràng An, Ninh Bình và Bảo tàng Áo dài Việt Nam (thành phố Thủ Đức, Thành phố Hồ Chí Minh).
Sau khi phát hành, "Hoa hải đường" đã bị tố đạo nhái bài hát "Thiên địa vô sương" của Đặng Luân và Dương Tử trong phim truyền hình đình đám của Trung Quốc - Hương mật tựa khói sương.

## Phát hành
Tối ngày 31 tháng 8 năm 2020, trang fanpage của Jack đã bất ngờ đăng tải đoạn clip thông báo sự trở lại sau gần nửa năm vắng bóng kể từ sản phẩm âm nhạc Là 1 thằng con trai. Trong đoạn clip ngắn dài hơn 2 phút, Jack lần lượt giải đáp cho người xem về sự vắng bóng của mình trong suốt thời gian vừa rồi. Mở đầu với câu nói chậm rãi: “Đã khá lâu rồi phải không?”, sau đó là hàng loạt những hình ảnh Jack làm việc ở phòng thu, tập nhảy cùng biên đạo và cả tập võ. Chia sẻ trong đoạn clip, Jack cho biết: “Mỗi ngày tôi đều rất nỗ lực. Tôi muốn mình không chỉ tốt hơn, giỏi hơn, mà còn mạnh mẽ hơn". Có thể thấy, Jack đã dành toàn bộ thời gian và tâm huyết của mình để chuẩn bị thật kỹ cho sản phẩm mới trong lần comeback hoành tráng lần này. Điều đặc biệt hơn cả, đó lời hẹn của Jack trong những giây cuối của clip. Bước vào một căn phòng với toàn những bức tranh, Jack đặt cọ lên tấm toan trắng như một lời nhắn nhủ về một hành trình mới đầy hứng khởi của mình.
| “ | “Từ bây giờ, tôi sẽ viết nên câu chuyện của mình, cùng tất cả các bạn. Chờ tôi nhé!” | ” |

Ngày 11 tháng 9 năm 2020, Jack tung poster chính thức cho sản phẩm mới. Theo đó, MV mới sẽ mang tên Hoa hải đường đồng thời công bố sẽ có 2 teaser được ra mắt trước khi MV chính thức phát hành.
19h00 ngày 15 tháng 9 năm 2020, Teaser đầu tiên của MV được lên sóng. Vỏn vẹn 31 giây, teaser Hoa hải đường thu hút gần 100.000 người xem khi công chiếu, leo thẳng lên vị trí Top 2 trending YouTube Việt Nam. #HoaHaiDuong cũng là Hashtag được nhắc đến nhiều nhất trên Twitter Việt Nam. Sau 24 tiếng phát hành, teaser MV đạt 3 triệu lượt xem (tính trên thời gian thực), leo lên thẳng vị trí số 2 trên danh sách Top trending YouTube của Việt Nam với hơn 360.000 lượt thích và gần 80.000 bình luận. Trước đó, chỉ bằng việc công bố tên dự án, chỉ sau 45 phút, từ khóa #HoaHaiDuong đã lập tức đạt #1 Trending Twitter Việt Nam. Ở phần bình luận của teaser MV, nhiều khán giả cho rằng Jack thật sự đã khiến người hâm mộ đứng ngồi không yên với tạo hình ma mị, bí ẩn, đậm chất huyền ảo.
Tối ngày 17 tháng 9 năm 2020, Jack đã chính thức tung teaser audio của Hoa hải đường với một đoạn clip khoảng 30 giây ngắn ngủi, chắt lọc những ca từ đặc biệt của ca khúc mang vào để gây tò mò cho khán giả đồng thời tiết lộ MV chính thức sẽ được phát hành vào ngày 22 tháng 9. Đoạn teaser chỉ hé lộ đúng 2 câu hát “Thiên hà trong vũ trụ này hoài xa xôi - Riêng mình ôm góc trời hạt ngọc đêm rơi rồi". Chỉ với một đoạn ca từ ngắn, Jack đã đưa ra một loạt hình ảnh ẩn dụ vừa pha chút điệu nghệ văn thơ cổ xưa, nhưng vẫn giữ được chất tình trong âm nhạc của mình. Sau 24 giờ ra mắt, đoạn teaser audio đạt gần 1,5 triệu lượt xem với 36 ngàn lượt bình luận.

Chiều ngày 22 tháng 9 năm 2020, Jack cùng công ty quản lý Nomad MGMT Việt Nam tổ chức một buổi họp báo để ra mắt sản phẩm. Chia sẻ tại họp báo, nam ca sĩ cho biết đã cùng ekip mất tới 6 tháng để hoàn thành MV lần này. Jack chia sẻ: 
| “ | "Đây là một trong những bài hát tôi đã ấp ủ từ rất lâu và chờ đợi đúng thời điểm thích hợp nhất để trình làng. Không biết mọi người suy nghĩ ra sao nhưng với tôi lần trở lại này thật sự trọn vẹn về cả mặt cảm xúc và mọi thứ. Tất cả đều rất đủ" | ” |

.Nói về ý nghĩa cái tên Hoa hải đường của bài hát lần này, Jack tiết lộ: 
| “ | "Bản thân tôi là một người rất yêu hoa nên mọi người có thể thấy tác phẩm nào của tôi cũng có những loài hoa. Hoa hải đường cũng vậy, khi đây là một loài hoa gắn liền với nhiều câu chuyện, đặc biệt hơn mang biểu tượng gia đình. Đó cũng chính là lý do tôi có ý tưởng này khi coi người hâm mộ của mình như một gia đình và muốn dành tặng ca khúc này cho họ". | ” |

Đúng 20h00 ngày 22 tháng 9 năm 2020, MV Hoa hải đường chính thức được trình làng bằng hình thức công chiếu, ngay lập tức MV đã đạt được nhiều thành tích.

## Câu chuyện
Trong MV Hoa hải đường, Jack là chàng lãng khách trên hành trình tìm chân tướng việc mình bị vu oan. Jack đem lòng yêu cô gái có xăm hình đóa hoa Hải Đường trước ngực mà anh tin là nạn nhân bị lôi kéo vào vụ vu oan của mình. Từng có thời điểm, nghệ sĩ Việt sản xuất MV hoặc để kể một câu chuyện bất kỳ họ thích hoặc minh họa nội dung bài hát một cách ngô nghê. Tuy nhiên, xem MV Hoa hải đường, khán giả tìm thấy những mối nối nhất định giữa câu chuyện, bài hát và đôi khi là cả chính Jack. Tạo hình lẫn ngoại hình của Linh Chi – nữ chính trong MV, tái hiện vừa vặn một đóa hải đường: sắc đỏ, thơm dịu, cánh hoa mỏng manh và tinh khiết. Hoa hải đường thường được ví với cô gái đẹp với vẻ xuân tình, gợi cảm.
MV Hoa hải đường có bối cảnh cổ trang, võ hiệp nhưng thú vị ở chỗ Jack, Linh Chi và toàn bộ tổ chức đứng sau vụ vu oan lại mặc trang phục hiện đại, chiến đấu nhau bằng Lightsaber (kiếm ánh sáng) đặc trưng của phim Chiến tranh giữa các vì sao còn trang phục của Jack lấy ý tưởng từ Ninja Rùa. Trong MV, cảnh thực và cảnh ảo, hành động và kỹ xảo đan xen tạo thành thế giới siêu thực ấn tượng. Một sản phẩm fantasy minh thị, đúng nghĩa, không nhập nhèm mượn danh hay đóng mác "lấy cảm hứng từ lịch sử".
Kỹ xảo cho phép Jack triệu hồi một con điểu sư chiến đấu với kẻ đầu sỏ. Nói thêm, điểu sư là loài kết hợp giữa đại bàng – vua của loài chim, và sư tử – chúa tể của muông thú, tượng trưng cho uy quyền và sức mạnh, bảo hộ con người khỏi tà mị, dối trá. Con điểu sư ấy xuất hiện đúng khoảnh khắc Jack phát hiện Linh Chi là người bên cạnh đầu sỏ của tổ chức đứng sau vụ vu oan mình.

## Đánh giá
MV Hoa hải đường với sự tham gia của DTAP ở khâu sản xuất âm nhạc, đạo diễn Khương Vũ đảm nhiệm phần hình ảnh và cá nhân Jack trực tiếp tham gia vào khâu Mix & Master.
Đoạn intro mở đầu bằng tiếng cổ tranh, cho thấy chất nhạc Ngũ cung Trung Quốc tuy thực sự để lại dấu ấn ở đoạn drop, điểm xuyết giữa nền nhạc điện tử EDM chủ đạo. Nhờ âm thanh của đàn cổ tranh nên Hoa hải đường vẫn là bản world music pha nhạc điện tử. Nhưng âm thanh điện tử quá nổi bật với phong cách hòa âm future bass, một dòng rất được ưa chuộng khi kết hợp với chất liệu dân gian. Dòng future bass của EDM vốn góp phần làm nên thương hiệu của Sơn Tùng M-TP trong MV Lạc trôi ra mắt năm 2017. Tuy nhiên, Hoa hải đường sở hữu bản phối bắt tai, hiện đại và hấp dẫn về mặt âm thanh.
Sáng tác của Jack chỉ bao gồm hai đoạn (verse), một đoạn rap, một điệp khúc (chorus) lặp lại, không có đoạn chuyển (bridge) và thời lượng gốc của bài chỉ giới hạn ở hơn 3 phút nhưng DTAP vẫn sáng tạo được những lớp lang âm thanh. Trên nền sáng tạo giai điệu của Jack, nhà sản xuất âm nhạc xen kẽ nhạc cụ truyền thống và hiện đại, tạo ra khoảng khác biệt giữa các đoạn. Riêng điệp khúc giữ vai trò bùng nổ khi lặp lại hai lần ở cuối bài, là khoảng cao trào đắt giá cho Hoa hải đường. Song, bản phối cũng gây tiếc nuối ở phần chuyển giữa điệp khúc sang đoạn rap. Những xử lý âm thanh của DTAP trong phần này khá tương đồng với một số ca khúc trong album Hoàng của Hoàng Thùy Linh, vốn cũng do DTAP sản xuất âm nhạc.
Jack cũng được cho là đã tìm hiểu về sự tích hoa hải đường để có những vận dụng sáng tạo trong viết ca từ. Một số câu ấn tượng cả về gieo vần lẫn cách dùng chữ nghĩa, ẩn dụ như: “Thiên hà trong vũ trụ này hoài xa xôi / Riêng mình ôm góc trời hạt ngọc đêm rơi”, “Kiếp này ai đưa đón em / Kiếp này đôi tay lấm lem / Sao mà mơ trèo cao như hoa hải đường?” hay “Vậy mà em nỡ ra đi phút chia ly mắt hoen mi khi nào em về? / Lặng nhìn nơi đống tro tàn đóa hoa vàng giữa mây ngàn chuyện tình ta”. Jack giữ cách luyến láy, nhấn nhá vốn là đặc trưng trong xử lý của anh. Dù vocal (giọng hát) ở một số chỗ bị mờ so với phần nhạc điện tử, song đến điệp khúc cuối bài, mọi nội lực của ca sĩ như bung tỏa, chinh phục được cảm xúc của người nghe. Dù còn những hạn chế nhất định về chất liệu sử dụng, nhìn chung, Hoa hải đường là sản phẩm tốt về mặt âm nhạc.
Một số bình luận đánh giá Hoa hải đường phảng phất màu sắc cổ trang, làm gợi nhớ đến các bộ phim kiếm hiệp. Đây là một điểm mới, khác biệt với các bản hit mang hơi hướng miền Tây Nam Bộ trước đó của anh như Bạc phận, Sóng gió. Nhiều lời khen bố cục bản phối Hoa hải đường được đầu tư và nhiều biến hóa. Đoạn mở đầu trải ra không gian huyền bí, liêu trai, gợi sự tò mò với người thưởng thức. Các lớp lang âm thanh dồn dập, mạnh mẽ của future bass đưa vào nửa cuối bài, giữ nhiệm vụ đẩy cao trào cho tác phẩm. Bên cạnh những lời khen có cánh, bản audio Hoa hải đường cũng nhận vài ý kiến trái chiều. Một bộ phận thính giả nhận xét âm lượng của beat nhạc lớn, đôi chỗ lấn át giọng hát của Jack. Đoạn cuối bài cần đẩy cao trào, nhưng cách thể hiện của nam ca sĩ chưa đủ nội lực và phải phụ thuộc khá nhiều vào phần phối nhạc để làm được điều đó.

Tuy có nhiều đánh giá trái chiều, nhưng đa phần đều cho rằng: 
| “ | "Về chất nhạc, Jack vẫn là Jack. Anh ít nói, không giỏi diễn ngôn nhưng trong âm nhạc, khán giả thường cảm thấy đây là cõi "thiên ngoại thiên" mà anh tung tẩy tâm hồn, câu chữ". | ” |

Producer SlimV đánh giá "Hoa hải đường" của Jack có phần điệp khúc bắt tai, Jack hát gần gũi. Tuy nhiên, anh cho rằng phần nhạc nên giảm hơi hướng nhạc Trung Quốc và tăng tính dân tộc.

## Thành tích nhạc số

### YouTube
Ngay tại thời điểm công chiếu, MV đã đạt con số 220 ngàn lượt xem, cán mốc hơn 2,5 triệu view chỉ sau một giờ lên sóng (theo thời gian thực).
Sau 16 giờ ra mắt, MV Hoa hải đường vượt qua gameshow ăn khách Rap Việt để leo lên vị trí top 1 trending Youtube Việt Nam cùng với đó là 8,2 views  và 1 triệu likes, giúp Jack có trong tay sản phẩm thứ 6 đạt cột mốc 1 triệu like sau Hồng nhan, Bạc phận, Sóng gió, Em gì ơi, bản demo Đom Đóm, Là 1 thằng con trai.
MV tiếp tục càn quét trending Youtube của 7 quốc gia khác nhau: Top 1 Việt Nam, Top 10 Đài Loan, Top 18 Canada, Top 26 Hàn Quốc, Top 27 Đức, Top 29 Hoa Kỳ, Top 31 Úc. Điều này giúp cho MV leo lên vị trí top 12 của trending toàn cầu và đánh dấu lần đầu tiên một MV của Jack vươn tới vị trí thịnh hành của Mỹ. Bên cạnh đó hai Hashtag #Jack và #Hoahaiduong  cũng leo lên trending Twitter Việt Nam. Sau 24h phát hành, MV đạt 12 triệu lượt xem, 1,2 triệu lượt yêu thích, đồng thời kênh Youtube J97 tăng lên gần 4 triệu lượt đăng ký.
Sau hơn 10 ngày ra mắt, Hoa Hải đường đã cán mốc con số 50 triệu views, cùng với đó là 1,9 triệu likes và hàng trăm nghìn bình luận và  giữ vị trí top 1 trending Youtube Việt Nam trong 11 ngày liên tiếp.
Ngày 8 tháng 11 năm 2020, sau 46 ngày ra mắt, MV chính thức đạt cột mốc 100 triệu views, vượt qua Bạc phận (47 ngày), Là 1 thằng con trai (53 ngày) để đứng ở vị trí thứ 5 trong Top 10 MV đạt 100 triệu views nhanh nhất Vpop. Thành tích này giúp Jack tăng số lượng ca khúc đạt trên 100 triệu views của mình thành con số 6, bao gồm: Hồng nhan, Bạc Phận, Sóng gió, Em gì ơi, Là 1 thằng con trai và Hoa hải đường.

### Zing MP3, iTunes và Hot14
Chỉ sau 9 tiếng phát hành trên Zing MP3, ca khúc Hoa hải đường lập tức thâu tóm vị trí top 1 #zingchart real-time. Với thành tích này, Jack trở thành ca sĩ có nhiều sản phẩm đạt top 1 #zingchart nhất trong 24 giờ đầu ra mắt (gồm 3 bài hát). Đó là Em gì ơi (77 phút), Sóng gió (90 phút), Hoa hải đường (9 tiếng). Đến thời điểm này, Jack sở hữu tổng cộng 5 tác phẩm chiếm lĩnh top 1 #zingchart, gồm Hồng nhan, Sao em vô tình, Sóng gió, Em gì ơi, Hoa hải đường. Bài hát cũng dẫn đầu doanh số bán nhạc trên iTunes Việt Nam ngay khi phát hành.
Ngay sau khi ra mắt, Hoa hải đường cũng lập tức leo lên vị trí số 1 của BXH Hot14 realtime và liên tục dẫn đầu trong 7 tuần liên tiếp (tổng cộng là 8 tuần) với lượt yêu thích khổng lồ (gần 600 ngàn tính tới thời điểm hiện tại).
Ngoài ra, tại BXH Làn Sóng Xanh, Hoa hải đường cũng lập kỷ lục năm 2020 khi dẫn đầu liên tục 9 tuần, đánh bại Là 1 thằng con trai (7 tuần) và Hoa nở không màu của Hoài Lâm (7 tuần).
Hoa hải đường đã giúp Jack nhận được các giải thưởng và đề cử như:
- Ca khúc Dance/Electronic được yêu thích nhất tại Zing Music Awards 2020 (Chiến thắng).
- Nghệ sĩ Đông Nam Á xuất sắc nhất tại Giải Âm nhạc châu Âu của MTV (MTV EMA 2020, chiến thắng).
- Giải Mai Vàng cho Nam ca sĩ hát nhạc nhẹ được yêu thích nhất 2020 (Chiến thắng).
- Đề cử: Sự kết hợp xuất sắc (Với DTAP), Music Video xuất sắc, Bài hát xuất sắc tại Làn Sóng Xanh 2020.
- Đề cử: Music Video của năm tại WeChoice Awards 2020.